# Alcyonium fauri
Alcyonium fauri is een zachte koraalsoort uit de familie Alcyoniidae. De koraalsoort komt uit het geslacht Alcyonium. Alcyonium fauri werd in 1910 voor het eerst wetenschappelijk beschreven door Studer. 